# Maurice Britt
 Maurice Lee „Footsie“ Britt Jr. (* 29. Juni 1919 in Carlisle, Lonoke County, Arkansas; † 26. November 1995 in Little Rock, Arkansas) war ein US-amerikanischer Politiker. Zwischen 1967 und 1971 war er Vizegouverneur des Bundesstaates Arkansas.

## Werdegang
Maurice Britt absolvierte die Lonoke High School und studierte danach an der University of Arkansas in Fayetteville. Außerdem spielte er im Jahr 1941 als Footballer in der NFL für die Detroit Lions. Während des Zweiten Weltkrieges war er Hauptmann in der United States Army. Er war in Europa eingesetzt und verlor bei Kampfhandlungen seinen rechten Arm. Für seine militärischen Leistungen wurde er mit der Medal of Honor ausgezeichnet.
Nach dem Krieg begann Britt ein Jurastudium, das er aber abbrach. In den folgenden Jahrzehnten war er für einen Möbelhersteller tätig. Danach leitete er die Firma Beautyguard Manufacturing Company, die Aluminiumprodukte herstellte. Politisch schloss er sich der Republikanischen Partei an. Im Jahr 1966 wurde er an der Seite von Winthrop Rockefeller zum Vizegouverneur von Arkansas gewählt. Dieses Amt bekleidete er zwischen 1967 und 1971. Dabei war er Stellvertreter des Gouverneurs und Vorsitzender des Staatssenats.
Zwischen 1971 und 1985 war Maurice Britt Bezirksdirektor der Small Business Administration. Im Jahr 1986 kandidierte er erfolglos für das Amt des Gouverneurs von Arkansas. Er starb am 26. November 1995 in einem Krankenhaus in Little Rock an Herzversagen.